# Чернеево (Польша)
Чернеево (пол. Czerniejewo)  —  город  в Польше, входит в Великопольское воеводство,  Гнезненский повят.  Имеет статус городско-сельской гмины. Занимает площадь 10,2 км². Население 2546 человек (на 2004 год).